# Kontinuum (merenje)
Kontinuum (množina: continua) teorije ili modeli koji objašnjavaju varijaciju kao postepene kvantitativne prelaze bez naglih promena ili diskontinuiteta. Nasuprot tome, kategoričke teorije ili modeli objašnjavaju varijacije koristeći kvalitativno različita stanja.

## U fizici
U fizici, na primer, model prostorno-vremenskog kontinuuma opisuje prostor i vreme kao deo istog kontinuuma, a ne kao odvojene entitete. Spektar u fizici, kao što je elektromagnetni spektar, često se naziva kontinuiranim (sa energijom na svim talasnim dužinama) ili diskretnim (energija samo na određenim talasnim dužinama).
Nasuprot tome, kvantna mehanika koristi kvante, određene definisane količine (tj. kategoričke količine) koje se razlikuju od kontinuiranih količina.

## U matematici i filozofiji
Dobar uvod u obuhvaćena filozofska pitanja je dostupan u Džon Lejn Belovoj u Stanfordskoj enciklopediji filozofije. Značajnu podelu pruža zakon isključene sredine. Ona određuje podelu između intuicionističkih kontinuuma kao što su Brauverov i Loverov, i klasičnih kao što su Stevinov i Robinsonov.

## Spoljašnje veze
- Continuity and infinitesimals, John Bell, Stanford Encyclopedia of Philosophy